# دلفين سيرينج
دلفين سيرينج (بالفرنسية: Delphine Seyrig)‏ (ولدت في 10 أبريل 1932 في لبنان، وتوفيت يوم 15 أكتوبر 1990 في باريس بسبب سرطان الرئة)، هي ممثلة ومخرجة فرنسية. من الجوائز التي نالتها كأس فولبي لأفضل ممثلة ‏ سنة 1963.

## أعمال

### أفلام
- (1961) العام السابق في مارينباد
- (1968) قبلات مسروقة
- (1972) سحر البرجوازية الخفي
- (1989) جوانا دارك من منغوليا

## جوائز وترشيحات
جوائز
- كأس فولبي لأفضل ممثلة [الإنجليزية]‏ (1963)

ترشيحات
- جائزة سيزار لأفضل ممثلة (1976)
- جائزة سيزار لأفضل ممثلة (1978)

## وصلات خارجية
- دلفين سيرينج على موقع IMDb (الإنجليزية)
- دلفين سيرينج على موقع الموسوعة البريطانية (الإنجليزية)
- دلفين سيرينج على موقع روتن توميتوز (الإنجليزية)
- دلفين سيرينج على موقع ألو سيني (الفرنسية)
- دلفين سيرينج على موقع ميوزك برينز (الإنجليزية)
- دلفين سيرينج على موقع أول موفي (الإنجليزية)
- دلفين سيرينج على موقع قاعدة بيانات برودواي على الإنترنت (الإنجليزية)
- دلفين سيرينج على موقع قاعدة بيانات الأفلام السويدية (السويدية)
- دلفين سيرينج على موقع ديسكوغز (الإنجليزية)
- دلفين سيرينج على موقع قاعدة بيانات الفيلم (الإنجليزية)